# Японска видра
Японската видра (Lutra nippon) е изченал вид хищен бозайник от семейство Порови (Mustelidae). Бил е разпространен в реките на Япония.